# Sarcophaga frontalis
Sarcophaga frontalis är en tvåvingeart som först beskrevs av Carl Ludwig Doleschall 1858.  Sarcophaga frontalis ingår i släktet Sarcophaga och familjen köttflugor. Inga underarter finns listade i Catalogue of Life.